# Fårömål
Fårömål (på fårömål fåröiskå eller fåråiskå) är en dialekt av gutamål, som talas på ön Fårö norr om Gotlands huvudö. Fårömålet talas av mycket få personer. Det finns liten skillnad mellan det fårömål som talas på den östra delen av ön och det som talas på den västra delen.

## Skillnad i ändelser mellan fårömål och övriga gutamål
Fårömål är den mest arkaiska gutniska varianten vad gäller morfologi och fonetik. Dialekten ligger närmast den forngutniska språkformen och har t.ex. bevarad a-ändelse i verbets infinitiv (t. ex. skära på Fårö men skäre eller skärä på övriga Gotland) och substantiver, som slutar på a (t. ex. aoga på Fårö, men aoge eller aogä på övriga Gotland). 
Även i substantiv är a-ändelsen bevarad (t.ex. kalla eller kuma på Fårö, men kallä eller kummä på övriga Gotland). 
Det finns även ändelser (t.ex. ja kimbur, däu kumbort, han kumbur), som annars har försvunnit i de andra gutniska dialekterna och de andra skandinaviska språken.
Ändelser finns också i pluralis, bestämd form, till skillnad mot övriga Gotland. På Fårö heter det hästanar, akranar osv., medan det på storön heter hästar akrar osv., till exempel "Hästanar gar pa akranar" på fårömål, till skillnad mot "Hästar gar pa akrar" på storön.
Många ord, som var enstaviga i fornnordiska blev tvåstaviga i moderna svenska, eftersom ytterligare en vokal sattes in, t.ex. fornnordiska akr blev → svenska aker och danska ager). Samma utveckling skedde i gutniska. Men istället för ett a eller e som i huvudöns dialekter (d.v.s. i fastlandsgutamål som laumål) blev den insatta vokalen i fårömålet ett u eller å (t.ex. akur i fårömål kontra akar i laumålet). Segel uttalas sjegul på Fårö, sjägel / sjegel på övriga Gotland. Även i bestämd form av feminina substantiv avviker fårömålet från fastlandsgutamål (t. ex. soli på Gotland och sole på Fårö). Där det i fornnordiska fanns en inskottsvokal i, som i hendir (nusvenska 'händer) blev inskottsvokalen på huvudön a, händar, medan det i fårömålet blev -ur, händur. 
Medan de obetonade ändelserna ofta utelämnas i dialekterna på huvudön (Storlandet), har dialekten på Fårö bevarat ändelserna även här (t.ex. Han skudd' gleid' (gläid') ti Fol u kaup' skog på laumål blev till Han skudde gläida till Fola u kaupa skog på fårömål).

## Ej bortfall  avri -rn och -rl på Fårö
På Fårö har inte r fallit bort i konsonantförbindelserna rn och rl, utan där heter det till exempel garn, kärna och korn när det på övriga Gotland heter gan, kännä och kånn och orden farlig, käring m.fl. heter på Fårö farlen och kärling, medan det på övriga Gotland heter fali och källing..     

## Satsmelodin på Fårö
Fårös dialekt är en variant gutamålet, både beträffande uttryck och beträffande satsmelodi. Fårös satsmelodi ligger närmare svenskans, och det kan bero på att Fårö har mer kvar av ett äldre uttal, medan storöns gutamål har förändrat sitt.